# نوال السعيد
اللواء أركان حرب نوال سعيد محمد الشافعي راضي (1926 -2014) رئيس هيئة الإمداد والتموبن في القوات المسلحة المصرية في حرب أكتوبر 1973، وكبير مستشاري كلية القادة والأركان. وكان يعتبر واحد من آخر قادة حرب أكتوبر الرئيسيين ممن تبقوا على قيد الحياة حتى وفاته في أواخر يونيو 2014.

## دوره في المعركة
يقول الخبير العسكري وأستاذ إدارة الأزمات بأكاديمية ناصر اللواء جمال حواش: إن اللواء السعيد شخصية لها فكر مستقبلي ومتقدم، فضلًا عن أنه كان مستمعا جيدا لأي فكرة يقدمها ضابط أو جندي صغير. عندما كان ضابطا برتبة نقيب في هيئة الإمداد بالجيش الثالث الميداني، ومسئول الاتصال تحت قيادة اللواء السعيد، وأثناء حصار الجيش المصري من العدو الإسرائيلي كانت مهمة كتيبتي إمداد قواتنا بالضروريات، وفي أحد أيام الحصار كان اللواء نوال يقوم بالتفتيش على الإمدادات التي نقوم بها، وقلت له عن فكرة توفر لنا الوقت، وتتمثل في استبدال السيارات «الزل» وحمولتها 3 أطنان فقط بأخرى من نوع «الكراز» التي تزيد حمولتها على 10 أطنان.
ويضيف حواش: إن الفكرة أعجبت اللواء السعيد، وأمر بـأن اختبرها في الطلعة الأولى بثلاث سيارات كراز تقوم بالتحرك من القاهرة في رتل عسكري إلى الكيلو101 ثم يأخذها منا المسئولون عن الأمم المتحدة ويوصلونها إلى الجيش الثالث المحاصر، وعندما نجحت فكرتي قام اللواء نوال بتعميمها ووجدها توفر في الوقت وتزيد من حجم المواد التي يحتاج إليها الجيش أثناء حصاره.
ومنذ ذلك الوقت تعلمت من اللواء نوال ألا أغفل أي فكرة حتى من جندي أو ضابط صغير فبإمكان الفكرة أن تنقذ جيشا، وهذه الدروس أصبحت محفورة لدى الأجيال التي عاصرت هذا العظيم في الفكر والتخطيط.

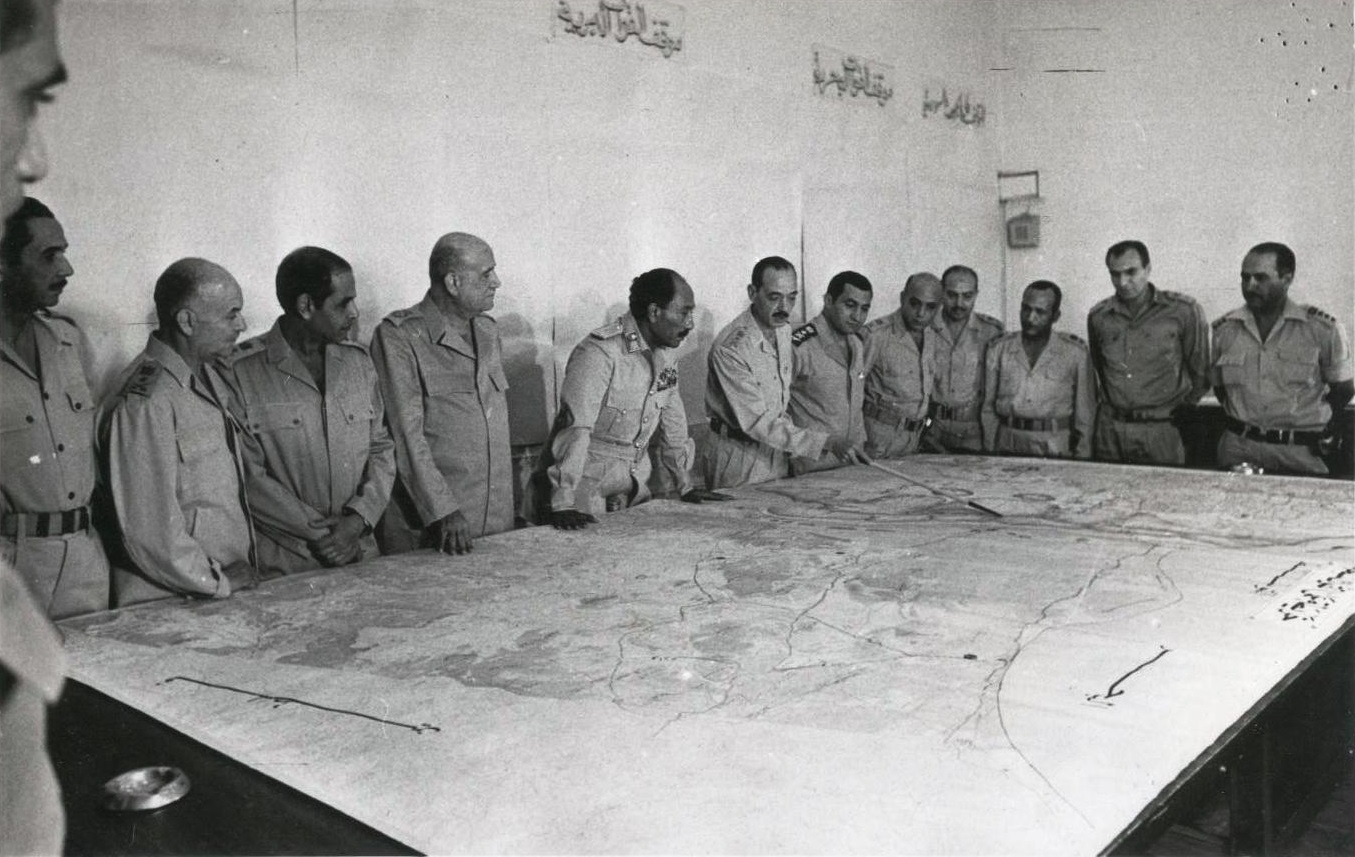
قادة الجيش المصري في حرب أكتوبر 1973

## عبارة (جيش نوال)
سادت بعد الحرب إطلاق مقولة «جيش نوال» دون علم البعض بشخصية اللواء نوال الذي لعب دورا بارزا ومؤثرا في حرب أكتوبر. ويسجل التاريخ أن بعض قيادات الجيش المصري سألوا الرئيس الراحل أنور السادات قبل حرب 73 عن موعد الحرب، فأجابهم قائلا: «اسألوا نوال»، في إشارة إلى الأهمية الكبرى لدور الرجل ومسئوليته في حرب أكتوبر.

## وفاته
توفي نوال السعيد في 28 يونيو 2014 عن عمر يناهز ال 88 عاما.

## أقرأ أيضا
- قادة حرب أكتوبر المصريين
- حرب أكتوبر